# Edvin Karlsson
Karl Edvin Karlsson, Edvin Karlsson i Tuve, född 4 september 1883 i Säve församling, död 28 april 1932 i Tuve församling, var en svensk lantbrukare och riksdagspolitiker.
Edvin Karlsson var lantbrukare i Tuve socken på Hisingen. Som riksdagsman var han ledamot av första kammaren vid urtima rikssdagen 1919 (för Göteborgs och Bohus läns valkrets) och tillhörde jordbrukarnas riksförbund.